# Сатавахана
Сатаваханы — южноиндийская династия, правившая центральными областями Деккана с территории современного штата Андхра-Прадеш на протяжении 450 лет, начиная с распада империи Маурья в конце III в. до н. э. и заканчивая установлением державы Паллавов в III в. н. э.
В империи Ашоки Сатаваханы находились на положении вассалов. Вскоре после его смерти, очевидно, отложились от государства Шунга и добились полной независимости. Во II—I вв. остановили нашествия на юг Индии саков и прочих иранских народностей.
О культурной истории династии известно немного. Ясно, что исповедовали Сатаваханы буддизм, о чём наглядно свидетельствует их строительная деятельность в Санчи. При династии поощрялось использование пракрита вместо санскрита.

## История
Государство Сатаваханов формировалось как земельное владение этого рода на территории современного штата Андхра-Прадеш. К тому времени Сатаваханы были данниками империи Маурьев. Они смогли обрести самостоятельность спустя некоторое время после смерти Ашоки — примерно в 232—230 годах до н. э., когда их возглавил Симука. Во времена его наследника Сатакарни территория государства значительно расширилась: простиралась от Паталипутры-Патны (на востоке) до Малавы (на западе) и юга современной Махараштры. В это время (130—120 годы до н. э.) Ведутся успешные войны против царства Калинга, династии Сунга. Столицами становятся Амаравати и Пайтхан (Пратишнапутра).
В дальнейшем усилия правителей-Сатаваханов были направлены на сохранение контролируемой территории. В 70-х годах до н. э. им бросила вызов династия Канва, сменившая династию Сунга в Магадхе. Однако Сатаваханы разбили войска Канвов и в 35 году до н. э. вынудили представителей династии подчиниться, признав себя вассалами.
В I в. н. э. государство Сатаваханов столкнулась с нашествием саков (шаков), основавшими индо-скифское царство Западные Кшатрапы, а также с походами яванов. Борьба шла с переменным успехом: сначала Сатаваханы вынуждены были отступить, но впоследствии благодаря решительным действиям махараджей Гаутамипутры удалось отвоевать земли Малавы и современный Гуджарат. После этого на длительное время Сатаваханы стали самой влиятельной силой центральной Индии. После этого их интересы обратились на юг, где они, сумев покорить земли современного штата Карнатака, приняли титул Дакшинапатха-пати («Владыки южного пути»).
При этом с 150 до 200 года махараджам Сатаваханов Шри Васиштхипутре, Шиве Сканда Сатакарни и Шри Яджне Сатакарни пришлось вести тяжёлые войны с Западными Кшатрапами, в конечном итоге завершившиеся поражением последних. Впрочем, до 220 года государство Сатаваханов раскололось на несколько княжеств в результате роста влияния и силы местных властителей. Тогда же абхиры заняли Махараштру. Последние Сатаваханы правили в восточном Декане и в области Канара. В конце концов они уступили здесь Икшваку и своим бывшим вассалам — Паллавам.

## Список правителей
- Симукха, 211 до н. э.—198 до н. э.
- Кришна[англ.], брат Симукхи, 198 до н. э.—184 до н. э.
- Сатакарни I, сын Куналы, 184 до н. э.—170 до н. э.
- Пурнотанга, 170 до н. э.—152 до н. э.
- Скандастабхи, 152 до н. э.—134 до н. э.
- Сатакарни II[англ.], 134 до н. э.—78 до н. э.
- Ламбодата, сын Сатакарни II, 78 до н. э.—60 до н. э.
- Апилака, сын Ламбодаты, 60 до н. э.—48 до н. э.
- Мегхасвати, 48 до н. э.—30 до н. э.
- Свати, 30 до н. э.—12 до н. э.
- Скандасвати, 12 до н. э.—5 до н. э.
- Мрихендра Сватикарни, 5 до н. э.—2 до н. э.
- Кунтала Сватикарни, 2 до н. э.—6
- Сватикарни, 6—7
- Пулумави I, 7—31
- Гауракришна, 31—56
- Хала, 56—57
- Мандилака, 57—62
- Пуриндрасена, 62—83
- Сундара Сватикарни, 83—84
- Чокара Сватикарни, 84
- Шивасвати Сватикарни, 84—112
- Гаутамипутра Сатакарни[англ.], сын Шивасвати Сватикарни, 112—136
- Шри Пулумави Васиштхипутра[англ.], сын Гаутамипутра Сатакарни, 136—164
- Шива Шри Васиштхипутра Сатакарни, сын Гаутамипутра Сатакарни, 164—171
- Шива Сканда Сатакарни, сын Шри Пулумави Васиштхипутры, 171—178
- Шри Яджня Сатакарни, 178—207
- Виджая, 207—213
- Чандра Шри Сатакарни, 213—216
- Пулумави III, 216—224

## Галерея

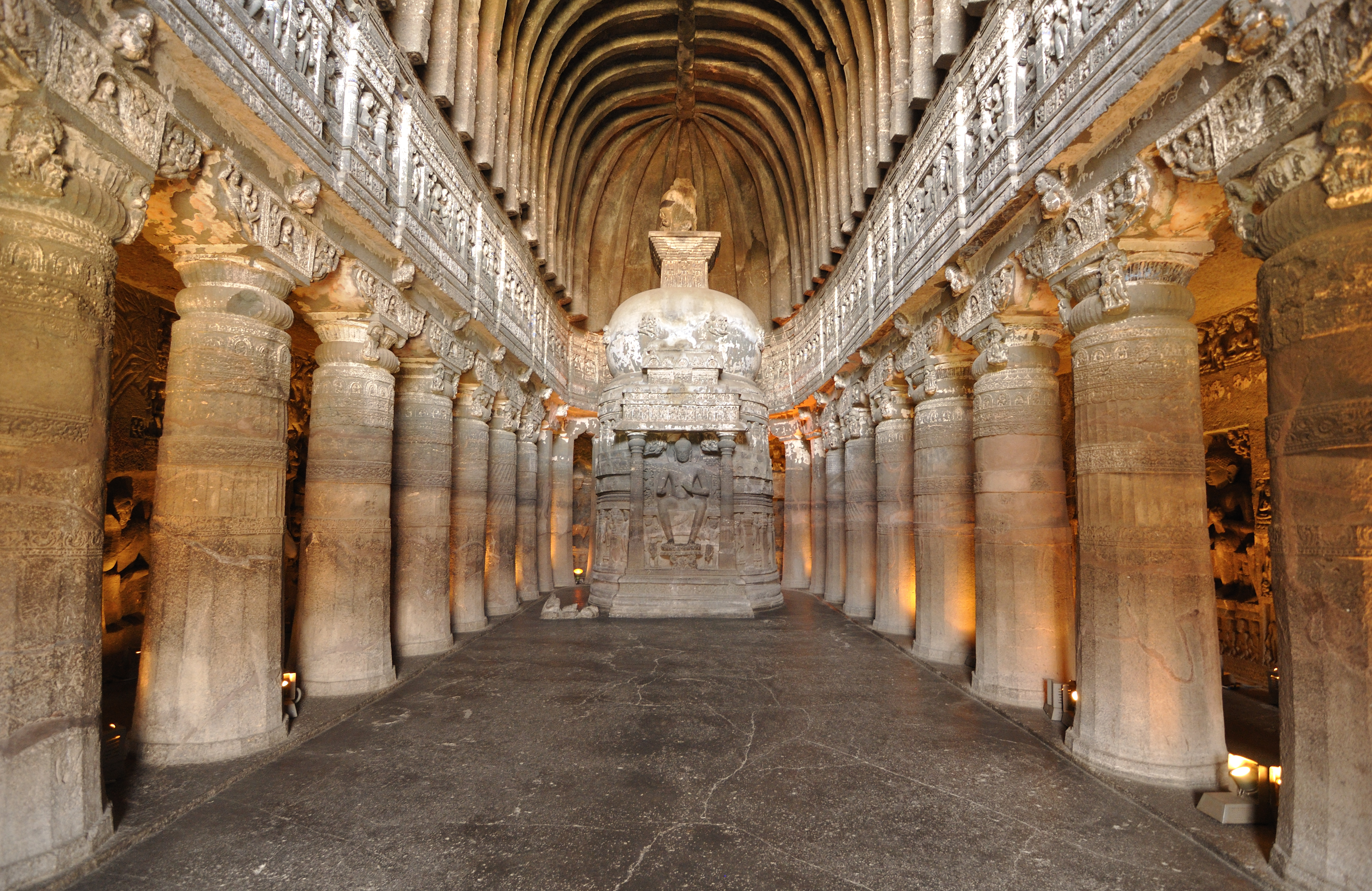
Аджанта
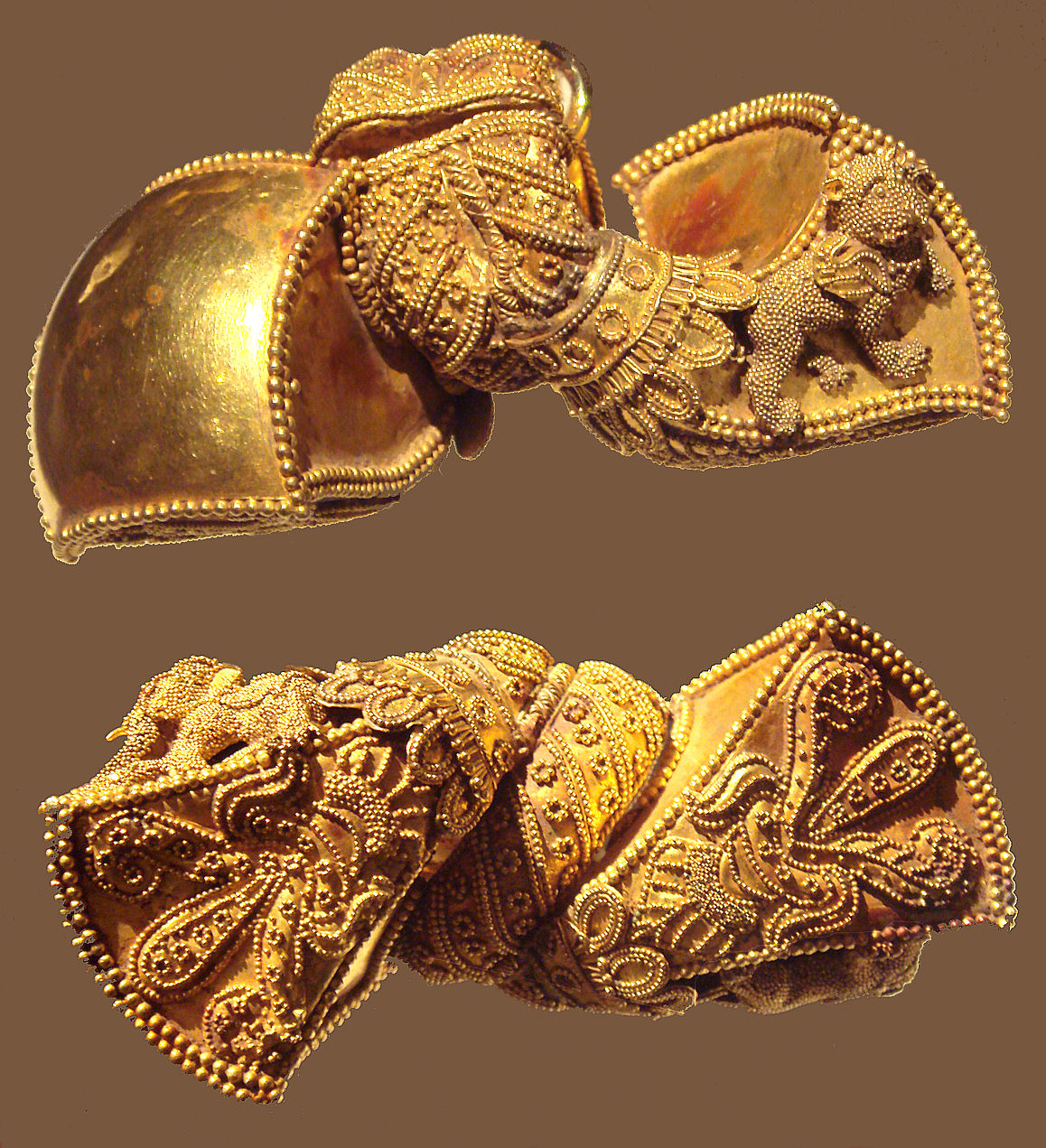
Сережки
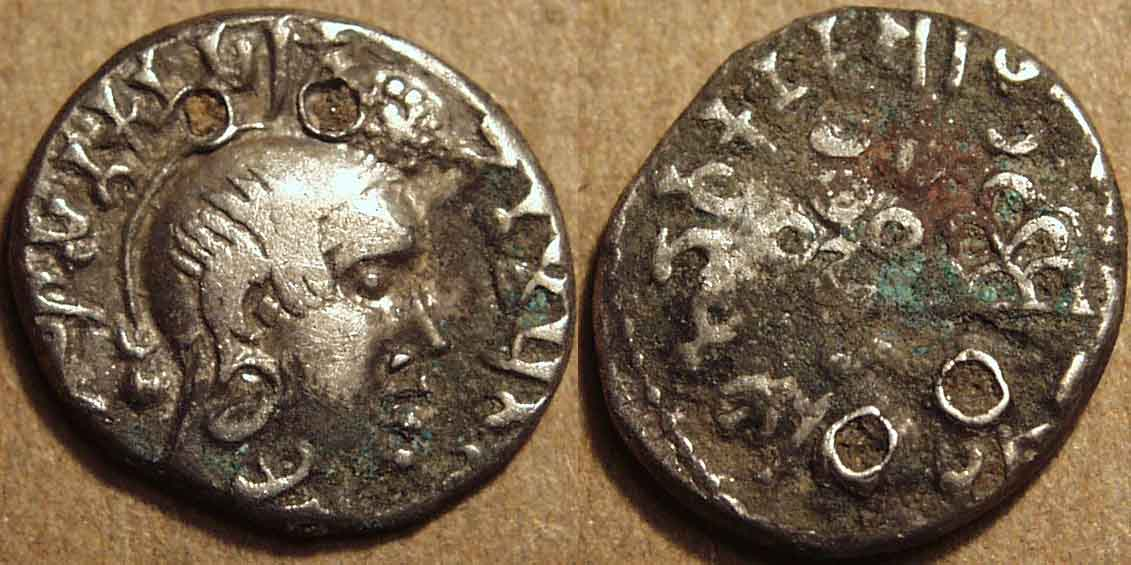
Монеты императора Гаутамипутра Сатакарани
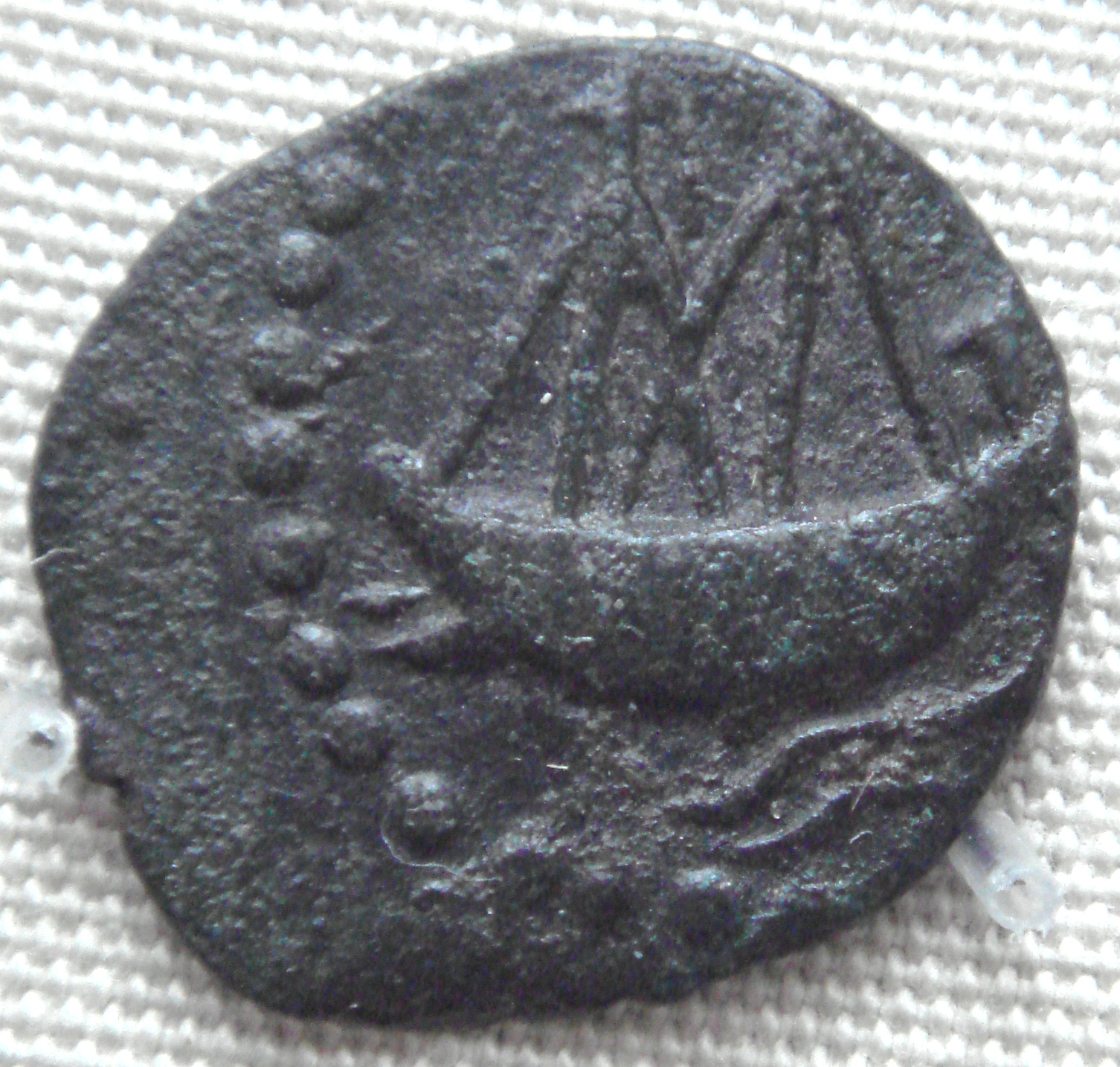
Монеты
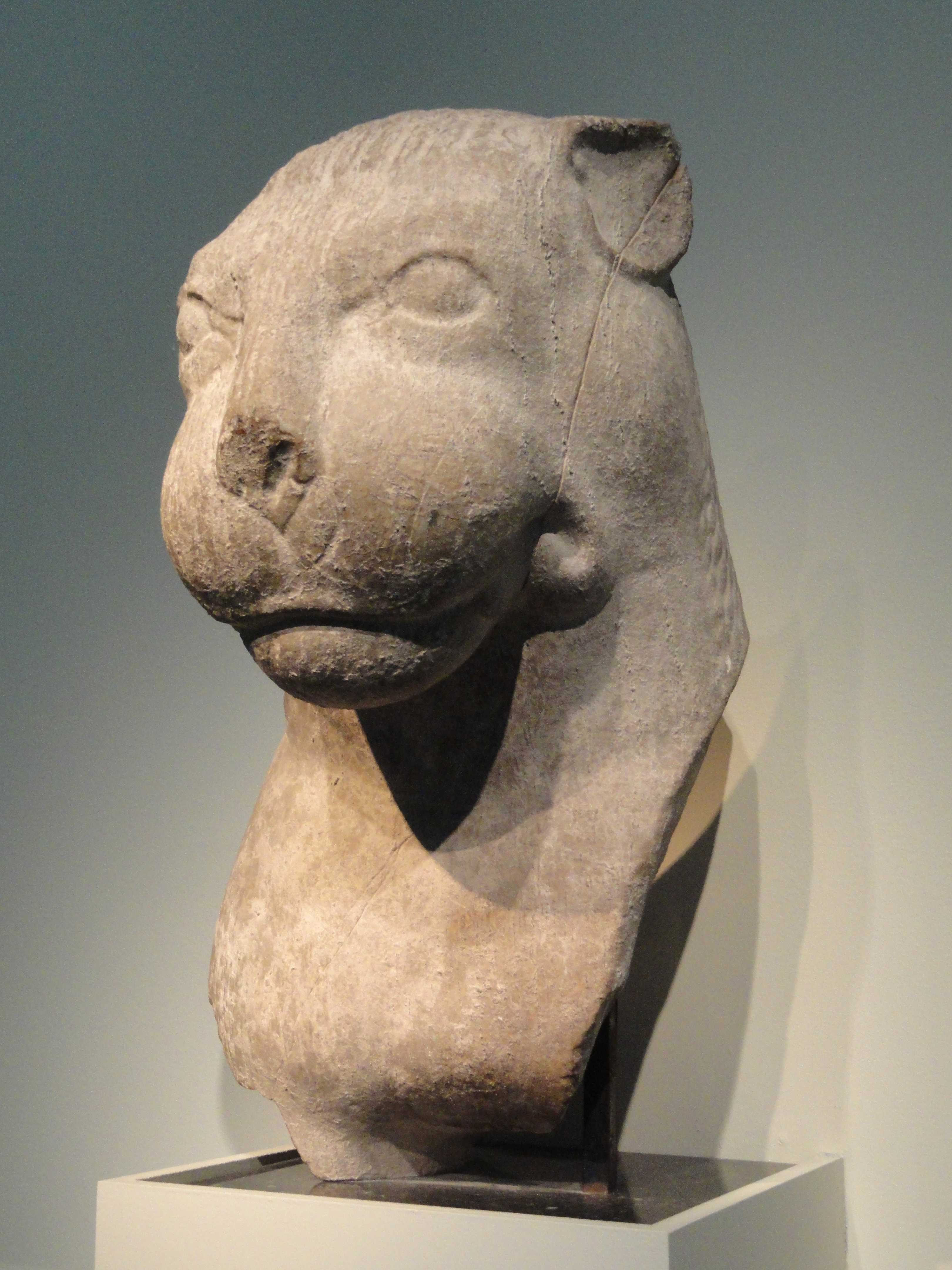
Фрагмент Ступы Амаравти